# Malariavaccine
Malariavacciner er vacciner, der hjælper med at forhindre malaria, en myggebåren infektionssygdom, som årligt rammer anslået 247 millioner mennesker på verdensplan og forårsager 619.000 dødsfald. Den første godkendte malariavaccine er RTS,S, kendt under mærkenavnet Mosquirix. Pr.  april 2023 var vaccinen er blevet givet til 1,5 millioner børn i områder med moderat til høj forekomst malaria. Den kræver mindst tre doser til spædbørn inden de bliver 2 år, og en fjerde dosis forlænger beskyttelsen med yderligere 1-2 år.  Vaccinen reducerer hospitalsindlæggelser på grund af alvorlig malaria med omkring 30 %.
Forskningen fortsætter med andre malariavacciner. Den mest effektive malariavaccine er R21/Matrix-M, som i første forsøg har vist en effektivitet på 77 % og betydeligt højere antistofniveauer end RTS,S-vaccinen. Det er den første vaccine, der opfylder Verdenssundhedsorganisationens (WHO) mål om en malariavaccine med mindst 75 % effektivitet, og den anden malariavaccine, der anbefales af WHO. I april 2023 godkendte Ghana brugen af R21-vaccinen til brug hos børn i alderen mellem fem måneder og tre år.  Efter Ghanas beslutning har Nigeria foreløbigt godkendt R21-vaccinen.

## Godkendte vacciner

### RTS,S
RTS,S/AS01 (varemærkenavn Mosquirix) er den første malariavaccine, der er godkendt til almen brug. Det kræver mindst tre doser til spædbørn inden 2-årsalderen, med en fjerde dosis, der forlænger beskyttelsen i yderligere 1-2 år. Vaccinen reducerer hospitalsindlæggelser på grund af alvorlig malaria med omkring 30 %.
RTS,S blev udviklet af PATH Malaria Vaccine Initiative (MVI) og GlaxoSmithKline (GSK) med støtte fra Bill og Melinda Gates Foundation. Det er en rekombinant vaccine, der består af Plasmodium falciparum circumsporozoit-proteinet (CSP) fra det præ-erythrocytiske stadium. CSP-antigenet forårsager produktionen af antistoffer, der er i stand til at forhindre invasionen af hepatocytter, og fremkalder også et cellulært respons, der muliggør ødelæggelsen af inficerede hepatocytter. CSP-vaccinen gav problemer i forsøgsfasen på grund af dens dårlige immunogenicitet. RTS,S forsøgte at undgå problemet ved at fusionere proteinet med et overfladeantigen fra hepatitis B-virus, hvilket skabte en mere potent og immunogen vaccine.
I juli 2015 fik Mosquirix en positiv videnskabelig udtalelse fra Det Europæiske Lægemiddelagentur (EMA) til forslaget om, at vaccinen skal bruges til at vaccinere børn i alderen 6 uger til 17 måneder uden for EU. Et pilotprojekt for vaccination blev lanceret i Malawi, Ghana og Kenya i 2019.
I oktober 2021 blev vaccinen anbefalet af Verdenssundhedsorganisationen til "bred anvendelse" hos børn. Det var den første malariavaccine, der modtog denne anbefaling.
I august 2022 lavede UNICEF en aftale med GSK om at levere 18 millioner doser af RTS,S-vaccinen over tre år. Mere end 30 lande har områder med moderat til høj malariaforekomst, hvor vaccinen forventes at være nyttig.
I april 2023 havde 1,5 millioner børn i Ghana, Kenya og Malawi fået mindst én indspøjtning med vaccinen, og der givet mere end 4,5 millioner doser af vaccinen gennem landenes rutinemæssige vaccationsprogrammer. De næste lande der skal modtage vaccinen i løbet af de næste 2 år er Benin, Burkina Faso, Burundi, Cameroun, Den Demokratiske Republik Congo, Liberia, Niger, Sierra Leone og Uganda.

### R21/Matrix-M
Den mest effektive malariavaccine er R21/Matrix-M, som i de indledende forsøg viste en effektivitet på 77 %. Det er den første vaccine, der opfylder Verdenssundhedsorganisationens mål om en malariavaccine med mindst 75 % effektivitet. Det blev udviklet gennem et samarbejde mellem Jenner Institute ved University of Oxford, Kenya Medical Research Institute, London School of Hygiene and Tropical Medicine, Novavax og Serum Institute of India. Forsøgene fandt sted på Institut de Recherche en Sciences de la Santé i Nanoro, Burkina Faso med Halidou Tinto som hovedforsker. R21-vaccinen har en større andel af circumsporozoit-protein (CSP)-antigen end RTS,S-vaccinen. Det bruger den samme HBsAg-bundne rekombinante struktur, men indeholder ikke overskydende HBsAg. Det inkluderer Matrix-M- adjuvans, der også bruges i Novavax COVID-19-vaccinen.
Et fase II-forsøg blev rapporteret i april 2021 med en vaccineeffektivitet på 77 % og antistofniveauer væsentligt højere end med RTS,S-vaccinen. Et boostervaccination af R21/Matrix-M, der gives 12 måneder efter det primære 3-dosisbehandling, opretholder en høj effektivitet mod malaria og giver høj beskyttelse mod symptomatisk malaria i mindst 2 år. Et fase III-forsøg med 4.800 børn på tværs af fire afrikanske lande blev rapporteret i november 2022, som viste vaccineeffektivitet på 74 % mod alvorlige malariatilfælde. Yderligere data fra flere undersøgelser er ved at blive indsamlet. Pr.  april 2023 var data fra fase III-studiet var ikke formelt offentliggjort, men data fra det sidste stadie i forsøget blev delt med lægemiddelsmyndigheder.
Ghanas lægemiddelsmyndighed godkendte brugen af R21-vaccinen i april 2023 til brug hos børn i alderen mellem fem måneder og tre år. Serum Institute of India forbereder sig på at producere mellem 100-200 millioner doser af vaccinen om året og bygger en vaccinefabrik i Accra i Ghana. Efter Ghanas beslutning godkendte Nigeria foreløbigt R21-vaccinen.
I oktober 2023 anbefalede WHO R21-vaccinen mod malaria.